# Hoopeston (Illinois)
Hoopeston je grad u američkoj saveznoj državi Ilinois. Prema popisu stanovništva iz 2010. u njemu je živjelo 5.351 stanovnika.